# Management del dolore post-operatorio
Management del dolore post-operatorio, spesso abbreviato in Management, è un gruppo musicale italiano formatosi nel 2006 a Lanciano, in Abruzzo. Composto da Luca Romagnoli e Marco Di Nardo, rispettivamente autore dei testi e compositore delle musiche, il gruppo ha vissuto diversi cambi di formazione nel corso della propria carriera artistica.
Il Management è spesso citato come uno dei gruppi più controversi della scena indipendente italiana.

## Storia del gruppo

### Primi anni (2006–2013)
Il gruppo nasce nel 2006 tra i corridoi dell'ospedale locale dove i membri della band erano ricoverati dopo un incidente automobilistico. Dopo il disco autoprodotto Mestruazioni pubblicato per la Videoradio esordiscono ufficialmente nel 2012 con l’album Auff!! sotto l'etichetta MArteLabel e la produzione artistica di Manuele "Max Stirner" Fusaroli. Il disco uscito ufficialmente il 5 febbraio contiene dieci tracce tra cui Nei palazzi. Il primo singolo estratto è Pornobisogno, per cui viene realizzato anche un videoclip nel quale vengono montate immagini realizzate da Carmine Amoroso, che caricato sul canale ufficiale di YouTube della band, viene successivamente rimosso dallo stesso sito per "violazione della norma di YouTube sui contenuti di natura sessuale o nudità". Inoltre la quinta traccia dell'album, Amore borghese, vede la collaborazione di Emiliano Audisio dei Linea 77. L'album, in cui è forte l'influenza musicale del primo punk funk a la Gang of Four, viene valutato ottimamente dalla critica di settore.
Nel dicembre 2012 il bassista Andrea Paone lascia la band e al suo posto subentra Luca Di Bucchianico, seguirà un lungo tour in Italia e all'estero, che li vedrà ospiti al Popkomm di Berlino e lo Sziget Festival di Budapest, fino ad arrivare al Concerto del Primo Maggio di Roma nel 2013. Luca Romagnoli sul palco prima dell'esibizione innalza un preservativo come se fosse un'ostia simulando l'eucaristia cattolica, dicendo: “Questo è il budello che uso io, che toglie le malattie dal mondo. Prendetene e usatene tutti. Fate questo, sentite a me”. Il gruppo si esibisce prima con Pornobisogno e poi Norman, ed è proprio in questo momento che la regia Rai decide di interrompere la diretta senza far terminare al gruppo l'esibizione che prevedeva tre canzoni. Accortosi di questa interruzione Luca Romagnoli decide, istintivamente, di abbassarsi pantaloni e mutande in segno di protesta. Il gesto provoca l'interruzione del concerto del gruppo con conseguente denuncia da parte dei giuristi cattolici italiani e un acceso dibattito sulla morale.

### McMAOeI Love You(2013–2016)
Con la nuova formazione il gruppo pubblica dapprima il singolo La pasticca blu dedicato all'artista Paolo Maria Cristalli e l'11 marzo 2014 il secondo album McMAO per ColorSound Indie in coproduzione con MArteLabel e distribuzione Universal Music Italia. Il disco presentato in anteprima streaming su Radio Deejay contiene dieci brani originali e la cover Fragole buone buone di Luca Carboni, lavoro considerato più elaborato e meno irruento dei precedenti che ha visto la collaborazione artistica di Giuseppe Veneziano per l'artwork e il booklet grafico. Per il tour 2013 e l'album McMAO il gruppo riceve dal M.E.I. rispettivamente il premio come "Miglior Band Live" e "Miglior Indie Band Italiana". Durante lo stesso periodo, inoltre, Romagnoli e Di Nardo cominciano a collaborare con i Voina, partecipando alla registrazione del loro debutto discografico.
Il 28 aprile 2015 il gruppo pubblica I Love You, album etichettato La Tempesta Dischi e prodotto da Giulio 'Ragno' Favero (Teatro degli Orrori / One Dimensional Man). Il disco è anticipato dai singoli Scimmie (quest'ultimo in rotazione su Virgin Radio) e Vieni all'inferno con me. Pochi giorni dopo la pubblicazione dell'album la band prende parte all'attesissimo Concerto del Primo Maggio di Taranto a sostegno dei lavoratori dell'ILVA dinanzi ad oltre 200.000 persone.
Nel giugno 2015 entrano in studio con i 99 Posse per la realizzazione di Via da qua, cover di Lou X rielaborata con il collettivo napoletano per sensibilizzare l'opinione pubblica sul tema della trivellazione nell'Adriatico. Quello del 2015 sarà l'ultimo tour di Nicola Ceroli, batterista e membro fondatore della band che lascerà il gruppo per dedicarsi a progetti solisti.

### Anni recenti (2016–presente)
Nel novembre 2016 viene pubblicato Naufragando primo singolo d'anticipazione al nuovo album che registra oltre tre milioni di streaming su Spotify, seguito nel gennaio 2017 da un secondo singolo, Un incubo stupendo il cui video viene girato interamente a Berlino. Seguirà il terzo singolo Il vento. Viene inoltre pubblicato sul canale YouTube della band un video destinato al solo fan club del brano Esagerare sempre. Il 10 marzo 2017 la band pubblica il quarto album ufficiale Un incubo stupendo per La Tempesta Dischi in collaborazione con Garrincha Dischi sotto la produzione artistica di Marco "Diniz" Di Nardo.
Nel luglio del 2018, il gruppo firma per la Island Records e con la produzione artistica di Antonio Filippelli realizza il singolo Kate Moss. Contestualmente viene tagliato il nome del gruppo, che diventa «Management».
(Luca Romagnoli, 2018)
Kate Moss ottiene recensioni positive da parte della critica specializzata e raggiunge la sesta posizione nella classifica italiana degli artisti indipendenti stilata dal MEI. Il 21 giugno successivo, il gruppo pubblica Saturno fa l'hula hoop, prodotto da Marco "Diniz" Di Nardo e Marcello Grilli (del collettivo MUUT). Il relativo video in animazione diretto e disegnato dal regista Ivan D'Antonio, è tra le nomination del Best Music Video al TMFF e nella selezione ufficiale del Bit Bang Fest in Argentina.
Il quinto album in studio, Sumo, viene annunciato nel novembre del 2019, anticipato dal singolo Come la luna. Il disco, registrato a Napoli presso l'Auditorium Novecento, è pubblicato il 13 novembre 2019 da Full Heads e distribuito da Audioglobe. La produzione artistica è affidata a Marco "Diniz" Di Nardo, con missaggio di Andrea Suriani. La pubblicazione del disco è stata seguita da una tournée su territorio nazionale che, infine, è stata interrotta a causa della pandemia di Covid-19. Il sesto album del gruppo, Ansia capitale, è stato pubblicato il 10 giugno 2022 da Garrincha Dischi.

## Formazione
Attuale
- Luca Romagnoli – voce (2006–presente)
- Marco "Diniz" Di Nardo – chitarre, sintetizzatori, cori (2006–presente)

Ex componenti
- Nicola Ceroli – batteria, percussioni (2011–2015)
- Luca Di Bucchianico – basso (2013–2015)
- Emanuele Di Meco – batteria, percussioni (2006–2011)
- Andrea Paone – basso (2006–2012)

Turnisti
- Antonio Atella – basso, cori (2016–presente)
- Mario Serrecchia – batteria, percussioni (2022–presente)

Ex turnisti
- Matteo Battistini – sintetizzatori (2013–2014)
- Lorenzo Castagna – chitarre (2016–2017)
- Antonio Cupaiolo – sintetizzatori (2015)
- Francesco Junior Landolfi – batteria, percussioni (2019–2021)
- Valerio Pompei – batteria, percussioni (2016–2017)
- Danjlo Turco – sintetizzatori (2019–2021)

## Discografia
Album in studio
- 2012 – Auff!!
- 2014 – McMAO
- 2015 – I Love You
- 2017 – Un incubo stupendo
- 2019 – Sumo
- 2022 – Ansia capitale

Mixtape
- 2008 – Mestruazioni